# Psyche occidentalis
Psyche occidentalis är en fjärilsart som beskrevs av Jean Bourgogne 1961. Psyche occidentalis ingår i släktet Psyche och familjen säckspinnare. Inga underarter finns listade.